# Chorizanthe rigida
Chorizanthe rigida (Torr.) Torr. & A.Gray – gatunek rośliny z rodziny rdestowatych (Polygonaceae Juss.). Występuje naturalnie w północno-zachodnim Meksyku (w stanie Kalifornia Dolna) oraz południowo-zachodnich Stanach Zjednoczonych (w Kalifornii, Nevadzie, Arizonie oraz Utah). 

## Morfologia

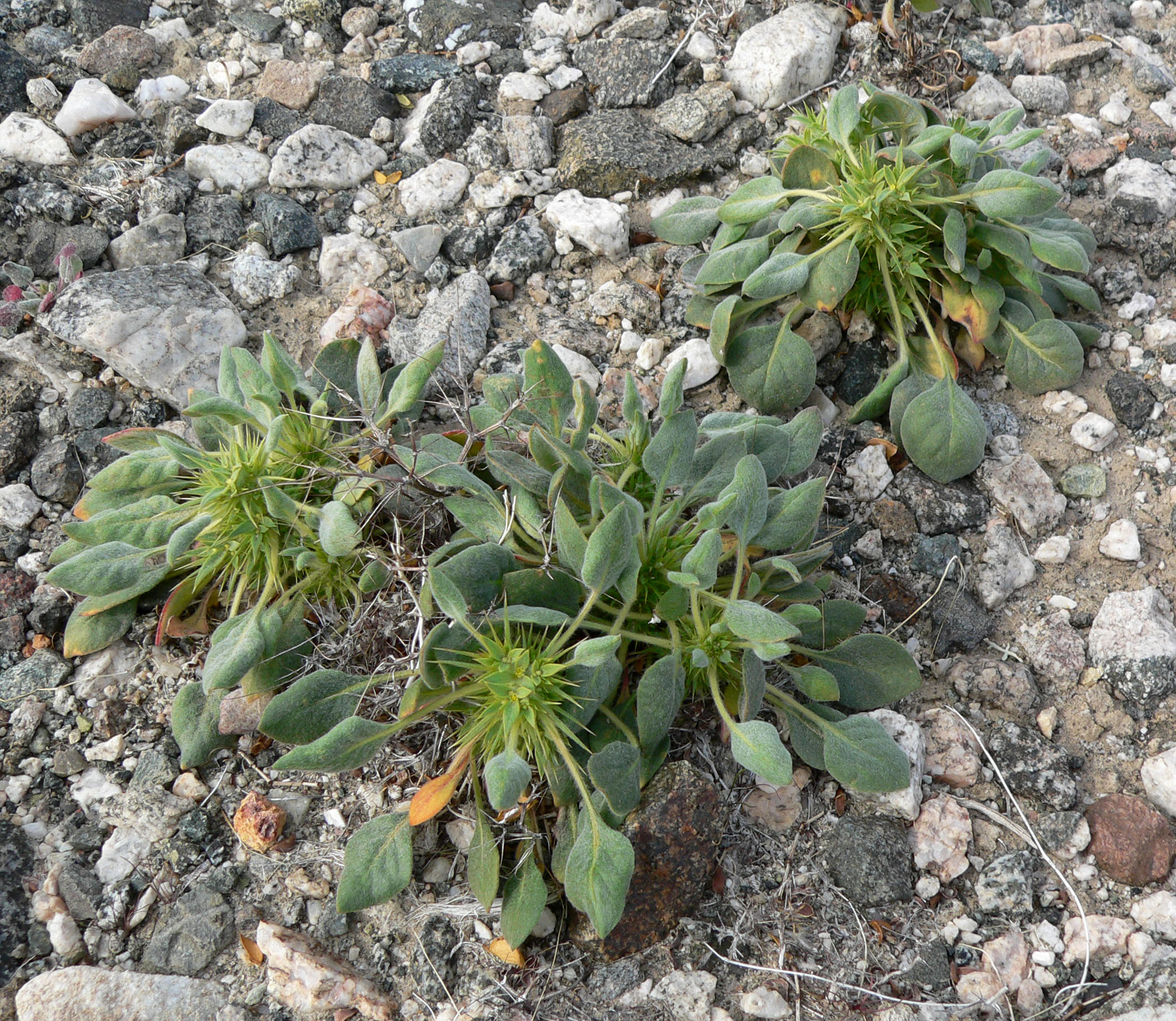
Okazy gatunku rosnące w Kalifornii

PokrójRoślina jednoroczna dorastająca do 1–7 cm wysokości. Pędy są owłosione.
LiścieIch blaszka liściowa kształt od odwrotnie jajowatego do eliptycznego. Mierzy 5–20 mm długości oraz 3–12 mm szerokości. Ogonek liściowy jest owłosiony i osiąga 5–30 mm długości.
KwiatyZebrane w wierzchotki jednoramienne, rozwijają się na szczytach pędów. Okwiat ma obły kształt i żółtą barwę, mierzy do 2 mm długości.
OwoceNiełupki o kulistym kształcie, osiągają 2–3 mm długości.

## Biologia i ekologia
Rośnie w zaroślach, na łąkach oraz terenach skalistych. Występuje na wysokości do 1900 m n.p.m. Kwitnie od lutego do czerwca. 

## Ochrona
Chorizanthe rigida w Utah posiada status gatunku krytycznie zagrożonego.